# Liste des maires des grandes villes canadiennes
La liste des maires des grandes villes canadiennes répertorie les dirigeants actuels des plus grandes villes du Canada.
| Ville                                 | Nom                   | Depuis (le)       |
| ------------------------------------- | --------------------- | ----------------- |
| Brampton (Ontario)                    | Linda Jeffrey         | 1er décembre 2014 |
| Calgary (Alberta)                     | Jyoti Gondek          | 25 octobre 2021   |
| Charlottetown (Île-du-Prince-Édouard) | Clifford J. Lee       | 1er novembre 2003 |
| Edmonton (Alberta)                    | Don Iveson            | 21 octobre 2013   |
| Gatineau (Québec)                     | Maxime Pedneaud-Jobin | 3 novembre 2013   |
| Halifax (Nouvelle-Écosse)             | Michael Savage        | 6 novembre 2012   |
| Hamilton (Ontario)                    | Fred Eisenberger      | 1er décembre 2014 |
| Iqaluit (Nunavut)                     | Mary Wilman           | 25 novembre 2014  |
| Kitchener (Ontario)                   | Berry Vrbanovic       | 1er décembre 2014 |
| Laval (Québec)                        | Marc Demers           | 3 novembre 2013   |
| London (Ontario)                      | Matt Brown            | 1er décembre 2014 |
| Longueuil (Québec)                    | Sylvie Parent         | 5 novembre 2017   |
| Mississauga (Ontario)                 | Bonnie Crombie        | 27 octobre 2014   |
| Moncton (Nouveau-Brunswick)           | Dawn Arnold           | 26 mai 2016       |
| Montréal (Québec)                     | Valérie Plante        | 14 novembre 2013  |
| Ottawa (Ontario)                      | Jim Watson            | 1er décembre 2010 |
| Québec (Québec)                       | Régis Labeaume        | 8 décembre 2007   |
| Regina (Saskatchewan)                 | Michael Fougere       | 24 octobre 2012   |
| Saguenay (Québec)                     | Josée Néron           | novembre 2017     |
| Saint-Jean (Nouveau-Brunswick)        | Donna Reardon         | 25 mai 2021       |
| Saint-Jean (Terre-Neuve-et-Labrador)  | Danny Breen           | 26 septembre 2017 |
| Saskatoon (Saskatchewan)              | Charlie Clark         | 31 octobre 2016   |
| Sherbrooke (Québec)                   | Steve Lussier         | 16 novembre 2017  |
| Surrey (Colombie-Britannique)         | Linda Hepner          | 8 décembre 2014   |
| Toronto (Ontario)                     | John Tory             | 1er décembre 2014 |
| Vancouver (Colombie-Britannique)      | Ken Sim               | 8 décembre 2008   |
| Victoria (Colombie-Britannique)       | Lisa Helps            | 4 décembre 2014   |
| Windsor (Ontario)                     | Drew Dilkens          | 1er décembre 2014 |
| Winnipeg (Manitoba)                   | Brian Bowman          | 22 octobre 2014   |